# Кубок Мальти з футболу 2004—2005
Кубок Мальти з футболу 2004—2005 — 67-й розіграш кубкового футбольного турніру на Мальті. Титул втретє здобула Біркіркара.

## Календар
| Раунд        | Дата                | Матчі | Клуби   |
| ------------ | ------------------- | ----- | ------- |
| Перший раунд | 6-13 листопада 2004 | 7     | 19 → 12 |
| Другий раунд | 26-27 грудня 2004   | 4     | 12 → 8  |
| 1/4 фіналу   | 2-3 квітня 2005     | 4     | 8 → 4   |
| 1/2 фіналу   | 13-14 травня 2005   | 2     | 4 → 2   |
| Фінал        | 20 травня 2005      | 1     | 2 → 1   |

## Перший раунд
| Команда 1         | Рахунок | Команда 2          |
| ----------------- | ------- | ------------------ |
| 6 листопада 2004  |         |                    |
| Валетта           | 4:0     | Бальцан Ют (2)     |
| Сент-Патрік       | 1:4     | Сенглі Атлетік (2) |
| 7 листопада 2004  |         |                    |
| П'єта Готспурс    | 3:0     | Марса (2)          |
| Моста (2)         | 1:3     | Мсіда Сент-Джозеф  |
| Сент-Джорджс (2)  | 0:6     | Флоріана           |
| 13 листопада 2004 |         |                    |
| Сан-Джуанн (2)    | 1:0     | Лія Атлетік        |
| Нашшар Лайонс (2) | 0:2     | Мкабба (2)         |

## Другий раунд
| Команда 1           | Рахунок      | Команда 2         |
| ------------------- | ------------ | ----------------- |
| 26 грудня 2004      |              |                   |
| Моста (2)           | 1:3          | Мсіда Сент-Джозеф |
| Хамрун Спартанс (2) | 0:2 дч       | Флоріана          |
| 27 грудня 2004      |              |                   |
| Сан-Джуанн (2)      | 1:1 пен. 4:5 | Мкабба (2)        |
| Сенглі Атлетік (2)  | 1:2          | Валетта           |

## 1/4 фіналу
| Команда 1         | Рахунок | Команда 2  |
| ----------------- | ------- | ---------- |
| 2 квітня 2005     |         |            |
| Мсіда Сент-Джозеф | 1:0     | Гіберніанс |
| Біркіркара        | 3:2     | Флоріана   |
| 3 квітня 2005     |         |            |
| Сліма Вондерерс   | 3:2     | Мкабба (2) |
| Марсашлокк        | 4:2     | Валетта    |

## 1/2 фіналу
| Команда 1         | Рахунок      | Команда 2  |
| ----------------- | ------------ | ---------- |
| 13 травня 2005    |              |            |
| Сліма Вондерерс   | 0:0 пен. 4:5 | Біркіркара |
| 14 травня 2005    |              |            |
| Мсіда Сент-Джозеф | 2:2 пен. 5:4 | Марсашлокк |

## Фінал
| 20 травня 2005 |

| Біркіркара              | 2:1      | Мсіда Сент-Джозеф |
| ----------------------- | -------- | ----------------- |
| Л.Галеа 52' М.Галеа 84' | Протокол | Боні 83'          |

| Національний стадіон, Та-Калі Арбітр: Марко Борг |